# Sobor
En las iglesias ortodoxas e iglesias católicas orientales de idioma eslavo (es decir, la Iglesia Ortodoxa Rusa, la Iglesia Ortodoxa Ucraniana, la Iglesia Ortodoxa Búlgara, la Iglesia Ortodoxa Serbia, la Iglesia Ortodoxa Macedonia, la Iglesia Ortodoxa Rumana y la Iglesia greco-católica Ucraniana, un sobor es un concilio de obispos juntamente con otros delegados clericales y laicos que representa a la iglesia en su conjunto en asuntos de importancia. El nombre se deriva de la palabra en eslavo eclesiástico para "asamblea".
Un sobor se distingue de un sínodo, ya que este último se compone solo de obispos. Los sobor se celebran irregularmente, solo cuando surge la necesidad, mientras que el sínodo se reúne regularmente y trata del gobierno ordinario de la iglesia. La presencia de delegados clericales y laicos se debe al propósito de obtener el consenso de la iglesia en asuntos importantes; sin embargo, los obispos forman una especie de cámara alta, ya que los laicos no pueden decidir por cuenta propia algo en contra de lo que decidan los obispos.
En la historia de la Iglesia Ortodoxa Rusa ha habido varios sobor importantes, como:
- Stoglavy Sobor (Sobor de los Cien Capítulos) de 1551.
- El Sobor de Moscú de 1666-67, para tratar las disputas alrededor de las reformas eclesiásticas del patriarca Nikon.
- El sobor de toda Rusia de 1917, que restauraba el Patriarcado de Moscú y eligió a San Tijon como el primer patriarca moderno de Moscú.
- El sobor de toda Rusia de 1988, llamado el del 1000 aniversario del Bautismo del Rus para establecer las pautas de la iglesia de cara a afrontar el despertar del glásnost y la relajación respecto a la iglesia de parte de las autoridades soviéticas.

Un obispo puede también llamar a sobor para su diócesis, el cual a su vez tendría delegados del clero, monasterios y parroquias de su diócesis, para discutir asuntos de importancia. Estos sobor diocesanos se pueden celebrar anualmente o solo ocasionalmente.
Sobor también hace referencia a asamleas de otros tipos, como por ejemplo la zemski sobor, que en la Rusia de los siglos XVI y XVII era un consejo del alto gobierno convenido por el zar.